# Candomblé Jeje
Candomblé Jeje, é o candomblé que cultua os voduns do Reino do Daomé levados para o Brasil pelos africanos escravizados em várias regiões da África Ocidental e África Central. Essas divindades são da rica, complexa e elevada mitologia fon. Os vários grupos étnicos - como fon, jeje, fântis, axante, mina - ao chegarem no Brasil, eram chamados djedje (do iorubá àjèjì, 'estrangeiro, estranho'), designação que os iorubá, no Daomé atribuíam aos povos vizinhos, Introduziram o seu culto em Salvador, Cachoeira e São Felix, na Bahia, em São Luís, no Maranhão, e, posteriormente, em vários outros estados do Brasil.

## História
Assim, como os Nagôs ou iorubás, os jejes, fon, minas e os fânti-axante, formam grupos sudaneses que englobam a África Ocidental hoje denominada de Nigéria, Gana, Benim e Togo. Sua entrada no Brasil ocorreu em meados do século XVII.
A palavra djedje (jeje) recebeu uma conotação pejorativa, como “inimigo”, por parte dos povos conquistados pelos reis de Daomé. Quando os conquistadores eram avistados pelos nativos de uma aldeia, muitos gritavam dando o alarme “Pou okan, djedje hum wa!” ("Olhem, os jejes estão chegando!).
Quando os primeiros daomeanos chegaram ao Brasil como escravos, aqueles que já estavam aqui reconheceram o inimigo e gritaram “Pou okan, djedje hum wa!”; e assim ficou conhecido o culto dos voduns no Brasil ou Nação Jeje.

### Bahia
A daomeana Ludovina Pessoa, natural da região dos maís, próximo a Abomei, foi escolhida pelos voduns para fundar três templos na Bahia:
- um templo para Dã; Kwé Sejá Hundé, mais conhecido como a Roça do Ventura ou Pó Zerrém (Kpó Zehen) de Jeje Maí, em Cachoeira e São Felix;
- um templo para Quevioço Zoogodo Bogun Male Hundô Terreiro do Bogum, em Salvador;
- um templo para Sapatá, que não se sabe por que não foi efetivamente criado. Esse é o segmento Jeje Maí dos fons.

O templo de Ajunçum-Sapatá foi criado mais tarde pela africana Gaiacú Satu, em salvador e recebeu o nome  mais conhecido por Cacunda de Iaiá, que tem como sua representante a Gaiacú Maria de Lourdes Buana (Gaiacú Ominibu Cafaé Fobá), filha de Mãe Tança de Nanã (Jaoci), que era filha de Gaiacú Satu. A Cacunda de Iaiá funcionou muitos anos no bairro da "Sussuarana" em Salvador, onde tiveram que se deslocar do lugar original pela construção da rodovia, onde foram indenizados pelo governo baiano, e foram se instalar na parte mais alta do terreno, que dizem ser tão grande que não sabiam a dimensão exata, tinha mata, fontes, riachos, tudo no terreno da Cacunda.
Gaiacú Lourdes, teve roça em Salvador, no Bairro Alto do Cabrito, e também em Nilópolis, cidade na região metropolitana do Estado do Rio de Janeiro, e viveu até os seus 90 anos, falecendo em Outubro de 2014, marcando sua tradição no Kwe Foobá, com diversos descendentes do Jeje Savalu. Seguindo a tradição Kwe Foobá Mesikan está a Doné Obara Nilá Meginã Foobá (Ajaunci) Doné Ajaunci descendente espiritual de Gaiacú Maria de Lurdes Bohana está localizada na Rua dos Miosótis 76 - Santa Dalila - Magé - RJ.
São os Jeje Savalu ou Savaluno. Sapatá era rei da cidade de Savalu em Benim, segundo alguns historiadores, e foi o único rei que preferiu o exílio a se render aos conquistadores do Daomé. O dialeto dos savalus também é o fon.
Na Rua do Curuzu, no bairro da Liberdade, em Salvador, Amilton Costa de Adaen segue a luta pela preservação da tradição do Jeje Savaluno, na condição de Doté, à frente do Humpamê Savalú Vodum Zo Cué (Templo do Vodum/Espírito do Fogo). Amilton é descendente espiritual da Cacunda de Iaiá, onde teve o seu nascimento para zelar do Panteão Savaluno, pelas mãos de Jaoci Mãe Tança de Nanã.

### Rio de Janeiro
No Rio de Janeiro, foi fundado pela africana Gaiacú Rosena, natural de Alalá, o Terreiro do Podabá no bairro da Saúde, que foi herdado por sua filha Adelaide São Martinho do Espírito Santo, também conhecida como Ontinha de Oiá (Oiá Devodê), mais conhecida como Mejitó, que transferiu a casa de santo para o bairro Coelho da Rocha, e esse axé foi herdado por Glorinha Tokweno (lê-se: Toqüeno), com terreiro no bairro de Engenho de Dentro, no Rio de Janeiro.
Depois, descendente do Zobodô Bo Gu Ma Le Sejá Hundê, veio Antonio Pinto de Oliveira, Tata Fomotinho que fundou o Kwe Sejá Nassó, no bairro de Santo Cristo, depois mudou-se para Madureira na Estrada do Portela, depois para São João de Meriti onde finalmente se estabeleceu na Rua Paraíba.
Dizem os mais velhos, que Mejitó, ajudou muito Tata Fomotinho no começo de sua vida de santo no Rio de Janeiro. Ele deixou uma legião de filhos, netos e bisnetos. Ressalte-se ainda, a importância do Jeje Maí quanto ao vodum Ajunsum - Azansu, Sapatá. [Todos os Voduns, pertencentes ao panteão de Sapatá, são da família Dambirá. Nesse panteão temos vários Voduns. O mais velho que se tem notícia é Toi Acossô, no transe, ele se mantém deitado na azan (esteira). Dizem os mais velhos, que Toi Acossô é o patrono dos cientistas, ele lhes dá inspirações para a descoberta das fórmulas mágicas que curarão as doenças e as pestes. Ele é a própria "doença e cura", como também um excelente conselheiro.]

### São Paulo
Pai Vavá de Bessém era da nação Jeje Savalu de Cachoeira de São Félix iniciado aos 3 anos como era comum na época, quando jovem foi para Salvador onde teve um terreiro de candomblé e viveu por muitos anos, depois foi morar no Rio de Janeiro e por último em São Paulo onde morou até morrer.

## Voduns
Os voduns no Jeje são basicamente os da Mitologia jeje e fon.
- Dambê é a serpente sagrada que representa o espírito de Vodum Dan.
- Mawu é o Ser Supremo dos jejes e fons.
- Lissá que é masculino, e também corresponsável pela Criação.
- Loco é o primogênito dos voduns. Dono da joia de maí que e o rumbê
- Gu vodum dos metais, guerra, fogo, e tecnologia.
- Quevioço vodum que comanda os raios e relâmpagos.
- Sapatá vodum da varíola.
- Dã vodum da riqueza, representado pela serpente do arco-íris.
- Agué vodum dono dos mares.
- Aizã vodum feminino dona da crosta terrestre e dos mercados.
- Agassu vodum que representa a linhagem real do Reino do Daomé.
- Aguê vodum da caça e protetor das florestas.
- Lebá o caçula de Mawu e Lissá, e representa as entradas e saídas e a sexualidade.
- Fa  vodum da adivinhação e do destino.
- Aziri  vodum das águas doces.
- Possum vodum do po e da terra seca representado pelo tigre.
- Bessém é o dono das águas doces em Abomé e Uidá, do qual é patrono.
- Sobô vodum do trovão da família de Quevioço.
- Tobossi, Naê ou Mami Uata, são todas as voduns femininas das ezins jeçuçu, jevivi e salobres.
- Nanã considerada por todos os adeptos do culto vodum como a grande Mãe Universal.

## Ritual
Na Nação Jeje existe a necessidade do poço (se não existir uma nascente nas terras), o ideal é um sítio com nascente, mata natural, plantas e animais.
Infelizmente nas casas urbanas isto já não é tão possível, pois as Casas cada vez mais diminuem de tamanho. Mas ainda assim toda casa Jeje deverá ter pelo menos um poço, um local reservado exclusivamente para as plantas e árvores necessárias ao culto, que chamamos "kpamahin", e alguns animais que são muito importantes no culto.
Voduns não usam roupas luxuosas não gostam de roupas de festa e geralmente preferem a boa e velha roupa de ração. As danças são cadenciadas em um ritmo mais denso e pesado.
A iniciação ao culto dos voduns é complexa, longa e pode envolver longas caminhadas a santuários e mercados e períodos de reclusão dentro do convento ou terreiro humpame, que podem chegar a durar um ano, onde os neófitos são submetidos a uma dura rotina de danças, preces, aprendizagem de línguas sagradas e votos de segredo e obediência.

## Hierarquia
- Bokonon - Sacerdote do vodum Fa equivalente ao babalaô
- Doté Sacerdotes (homens) da família de Sobô e Doné Sacerdotisas (mulheres) esse título é usado no Terreiro do Bogum onde também são usados os títulos Gaiacú e Mejitó.
- Noche - Sacerdotisas do Jeje-Mina
- Vodunce - após 1 ano da iniciação.
- Cajecaji - iniciado que ainda não completou o ciclo de obrigações.